# Sinostega pani
La sinostega (Sinostega pani) è un tetrapode basale estinto. Visse nel Devoniano superiore (Famenniano, circa 365 - 360 milioni di anni fa) e i suoi resti fossili sono stati ritrovati in Cina.

## Descrizione
Tutto quello che si conosce di questo animale è una mandibola sinistra incompleta, ed è quindi impossibile determinarne l'aspetto. In ogni caso, dal raffronto con animali meglio conosciuti come Acanthostega e Ichthyostega, si suppone che Sinostega fosse un tetrapode arcaico dotato di quattro arti adatti forse a brevi spostamenti sulla terraferma e di una grossa testa armata di lunghi denti aguzzi. La mandibola è lunga circa 7 centimetri, e quindi le dimensioni dovevano essere ben inferiori a quelle di Ichthyostega. Le caratteristiche mandibolari assomigliano a quelle riscontrate nei fossili di Acanthostega.

## Scoperta e classificazione
Sinostega pani venne descritto per la prima volta nel 2002, sulla base di una mandibola isolata rinvenuta nella formazione Zhongming nella regione autonoma di Ningxia Hui, in Cina. Il fossile è stato attribuito a un tetrapode basale, forse affine ad Acanthostega. È il primo tetrapode del Devoniano rinvenuto in Asia; a quel tempo l'Asia era una serie di masse terrestri equatoriali, a nord e leggermente a ovest del margine orientale del Gondwana. Sinostega è anche uno dei due unici tetrapodi devoniani conosciuti al di fuori dell'Euramerica, insieme a Metaxygnathus. 

## Paleoecologia
Snostega è stato ritrovato in sedimenti di origine non marina, che hanno restituito anche i fossili di due piante licopsidi, due placodermi antiarchi (Remigolepis e Sinolepis) e un sarcotterigio.